# Gran Premio motociclistico d'Italia 2013
Il Gran Premio motociclistico d'Italia 2013, disputato il 2 giugno sull'Autodromo Internazionale del Mugello, è stato la quinta prova del motomondiale 2013. In MotoGP la gara è stata vinta da Jorge Lorenzo, in Moto2 da Scott Redding e in Moto3 da Luis Salom.

## MotoGP
In  questo Gran Premio corre una wildcard: Michele Pirro, su Ducati.
La gara viene vinta da Jorge Lorenzo, con Daniel Pedrosa al secondo posto e il britannico Cal Crutchlow terzo, per quest'ultimo pilota si tratta del secondo podio consecutivo dopo il secondo posto a Le Mans.

### Arrivati al traguardo
| Pos. | Nº | Pilota           | Squadra                   | Motocicletta       | Giri | Tempo     | Griglia | Punti |
| ---- | -- | ---------------- | ------------------------- | ------------------ | ---- | --------- | ------- | ----- |
| 1º   | 99 | Jorge Lorenzo    | Yamaha Factory Racing     | Yamaha YZR-M1      | 23   | 41'39.733 | 2º      | 25    |
| 2º   | 26 | Dani Pedrosa     | Repsol Honda              | Honda RC213V       | 23   | +5.400    | 1º      | 20    |
| 3º   | 35 | Cal Crutchlow    | Monster Yamaha Tech 3     | Yamaha YZR-M1      | 23   | +6.412    | 4º      | 16    |
| 4º   | 6  | Stefan Bradl     | LCR Honda                 | Honda RC213V       | 23   | +19.321   | 5º      | 13    |
| 5º   | 4  | Andrea Dovizioso | Ducati Team               | Ducati Desmosedici | 23   | +19.540   | 3º      | 11    |
| 6º   | 69 | Nicky Hayden     | Ducati Team               | Ducati Desmosedici | 23   | +26.321   | 8º      | 10    |
| 7º   | 51 | Michele Pirro    | Ducati Test Team          | Ducati Desmosedici | 23   | +38.144   | 10º     | 9     |
| 8º   | 41 | Aleix Espargaró  | Power Electronics Aspar   | ART GP13           | 23   | +39.802   | 12º     | 8     |
| 9º   | 38 | Bradley Smith    | Monster Yamaha Tech 3     | Yamaha YZR-M1      | 23   | +40.243   | 11º     | 7     |
| 10º  | 8  | Héctor Barberá   | Avintia Blusens           | FTR MGP13          | 23   | +48.392   | 15º     | 6     |
| 11º  | 14 | Randy de Puniet  | Power Electronics Aspar   | ART GP13           | 23   | +48.480   | 14º     | 5     |
| 12º  | 9  | Danilo Petrucci  | Came IodaRacing Project   | Ioda-Suter MMX1    | 23   | +1:13.708 | 16º     | 4     |
| 13º  | 29 | Andrea Iannone   | Energy T.I. Pramac Racing | Ducati Desmosedici | 23   | +1:14.601 | 13º     | 3     |
| 14º  | 5  | Colin Edwards    | NGM Mobile Forward Racing | FTR MGP13 Kawasaki | 23   | +1:21.249 | 17º     | 2     |
| 15º  | 17 | Karel Abraham    | Cardion AB Motoracing     | ART GP13           | 23   | +1:25.738 | 20º     | 1     |
| 16º  | 68 | Yonny Hernández  | Paul Bird Motorsport      | ART GP13           | 23   | +1:27.339 | 21º     |       |
| 17º  | 70 | Michael Laverty  | Paul Bird Motorsport      | PBM 01             | 23   | +1:27.758 | 19º     |       |
| 18º  | 67 | Bryan Staring    | Go&Fun Honda Gresini      | FTR MGP13 Honda    | 23   | +1:44.424 | 22º     |       |
| 19º  | 52 | Lukáš Pešek      | Came IodaRacing Project   | Ioda-Suter MMX1    | 23   | +1:45.227 | 24º     |       |

### Ritirati
| Nº | Pilota          | Squadra                   | Motocicletta       | Giri | Griglia |
| -- | --------------- | ------------------------- | ------------------ | ---- | ------- |
| 93 | Marc Márquez    | Repsol Honda              | Honda RC213V       | 20   | 6º      |
| 71 | Claudio Corti   | NGM Mobile Forward Racing | FTR MGP13 Kawasaki | 17   | 18º     |
| 7  | Hiroshi Aoyama  | Avintia Blusens           | FTR MGP13          | 16   | 23º     |
| 46 | Valentino Rossi | Yamaha Factory Racing     | Yamaha YZR-M1      | 0    | 7º      |
| 19 | Álvaro Bautista | Go&Fun Honda Gresini      | Honda RC213V       | 0    | 9º      |

### Non partito
| Nº | Pilota    | Squadra              | Motocicletta       |
| -- | --------- | -------------------- | ------------------ |
| 11 | Ben Spies | Ignite Pramac Racing | Ducati Desmosedici |

## Moto2
Vincitore del precedente GP di Francia, Scott Redding si ripete anche in questa gara, con il pilota britannico del team Marc VDS Racing che ha ottenuto così la sua personale terza vittoria in carriera nel motomondiale. Dietro Redding, piazzamento a podio per Nicolás Terol del team Mapfre Aspar e Johann Zarco del team Came Iodaracing Project, arrivati rispettivamente secondo e terzo sul traguardo, entrambi alla guida di moto Suter MMX2.
Anthony West nel Gran Premio di Francia 2012 era risultato positivo a controlli antidoping, per tale motivo il 31 ottobre 2012 dopo il GP d'Australia è stata presa la decisione di annullare il risultato ottenuto in Francia e di squalificarlo per un mese, cosa che non gli ha permesso di partecipare all'ultima tappa del campionato 2012, a Valencia. In seguito, il 28 novembre 2013, vengono annullati tutti i suoi risultati ottenuti nei 17 mesi successivi al GP di Francia della stagione precedente, fra cui quello di questa gara.

### Arrivati al traguardo
| Pos. | Nº | Pilota              | Squadra                   | Motocicletta       | Giri | Tempo     | Griglia | Punti |
| ---- | -- | ------------------- | ------------------------- | ------------------ | ---- | --------- | ------- | ----- |
| 1º   | 45 | Scott Redding       | Marc VDS Racing           | Kalex Moto2        | 21   | 39'53.942 | 1º      | 25    |
| 2º   | 18 | Nicolás Terol       | Mapfre Aspar              | Suter MMX2         | 21   | +2.175    | 5º      | 20    |
| 3º   | 5  | Johann Zarco        | Came Iodaracing Project   | Suter MMX2         | 21   | +4.387    | 4º      | 16    |
| 4º   | 40 | Pol Espargaró       | Tuenti HP 40              | Kalex Moto2        | 21   | +9.787    | 10º     | 13    |
| 5º   | 36 | Mika Kallio         | Marc VDS Racing           | Kalex Moto2        | 21   | +9.851    | 13º     | 11    |
| 6º   | 81 | Jordi Torres        | Mapfre Aspar              | Suter MMX2         | 21   | +10.644   | 9º      | 10    |
| 7º   | 3  | Simone Corsi        | NGM Mobile Racing         | Speed Up SF13      | 21   | +10.718   | 11º     | 9     |
| 8º   | 15 | Alex De Angelis     | NGM Mobile Forward Racing | Speed Up SF13      | 21   | +10.844   | 8º      | 8     |
| 9º   | 12 | Thomas Lüthi        | Interwetten Paddock       | Suter MMX2         | 21   | +10.900   | 12º     | 7     |
| 10º  | 77 | Dominique Aegerter  | Technomag carXpert        | Suter MMX2         | 21   | +12.166   | 14º     | 6     |
| 11º  | 24 | Toni Elías          | Blusens Avintia           | Kalex Moto2        | 21   | +12.173   | 21º     | 5     |
| 12º  | 23 | Marcel Schrötter    | Desguaces La Torre SAG    | Kalex Moto2        | 21   | +15.871   | 3º      | 4     |
| 13º  | 80 | Esteve Rabat        | Tuenti HP 40              | Kalex Moto2        | 21   | +27.919   | 6º      | 3     |
| 14º  | 11 | Sandro Cortese      | Dynavolt Intact GP        | Kalex Moto2        | 21   | +28.688   | 15º     | 2     |
| 15º  | 4  | Randy Krummenacher  | Technomag carXpert        | Suter MMX2         | 21   | +28.973   | 16º     | 1     |
| 16º  | 14 | Ratthapark Wilairot | Thai Honda PTT Gresini    | Suter MMX2         | 21   | +29.323   | 22º     |       |
| 17º  | 60 | Julián Simón        | Italtrans Racing          | Kalex Moto2        | 21   | +32.176   | 17º     |       |
| 18º  | 63 | Mike Di Meglio      | JiR Moto2                 | TSR 6              | 21   | +33.762   | 20º     |       |
| 19º  | 88 | Ricard Cardús       | NGM Mobile Forward Racing | Speed Up SF13      | 21   | +42.145   | 25º     |       |
| 20º  | 9  | Kyle Smith          | Blusens Avintia           | Kalex Moto2        | 21   | +45.584   | 31º     |       |
| 21º  | 52 | Danny Kent          | Tech 3                    | Tech 3 Mistral 610 | 21   | +45.962   | 26º     |       |
| 22º  | 17 | Alberto Moncayo     | Argiñano & Gines Racing   | Speed Up SF13      | 21   | +51.091   | 30º     |       |
| 23º  | 72 | Yūki Takahashi      | Idemitsu Honda Team Asia  | Moriwaki MD600     | 21   | +1:02.477 | 28º     |       |
| 24º  | 54 | Mattia Pasini       | NGM Mobile Racing         | Speed Up SF13      | 21   | +1:11.895 | 19º     |       |
| 25º  | 96 | Louis Rossi         | Tech 3                    | Tech 3 Mistral 610 | 21   | +1:25.369 | 24º     |       |

### Ritirati
| Nº | Pilota              | Squadra                   | Motocicletta  | Giri | Griglia |
| -- | ------------------- | ------------------------- | ------------- | ---- | ------- |
| 19 | Xavier Siméon       | Desguaces La Torre Maptaq | Kalex Moto2   | 17   | 7º      |
| 49 | Axel Pons           | Tuenti HP 40              | Kalex Moto2   | 16   | 18º     |
| 44 | Steven Odendaal     | Argiñano & Gines Racing   | Speed Up SF13 | 9    | 29º     |
| 30 | Takaaki Nakagami    | Italtrans Racing          | Kalex Moto2   | 8    | 2º      |
| 7  | Doni Tata Pradita   | Federal Oil Gresini       | Suter MMX2    | 0    | 27º     |
| 97 | Rafid Topan Sucipto | QMMF Racing               | Speed Up SF13 | 0    | 32º     |

### Squalificato
| Nº | Pilota       | Squadra     | Motocicletta  | Giri | Tempo   | Griglia |
| -- | ------------ | ----------- | ------------- | ---- | ------- | ------- |
| 95 | Anthony West | QMMF Racing | Speed Up SF13 | 21   | +44.322 | 23º     |

## Moto3
Luis Salom del team Red Bull KTM Ajo si aggiudica la sua seconda vittoria stagionale (dopo la prima ottenuta al GP del Qatar) sopravanzando i connazionali Álex Rins e Maverick Viñales, con un podio composto tutto da piloti alla guida della KTM RC 250 GP.
Si conferma in prima posizione in campionato Maverick Viñales, anche se il suo vantaggio si riduce a quattro punti proprio dal vincitore di questa gara, Salom.
In occasione di questa prova, in questa classe corrono due wildcard: Andrea Locatelli con una Mahindra MGP3O e Michael Coletti con una Honda NSF250R, mentre Florian Alt non partecipa per infortunio.

### Arrivati al traguardo
| Pos. | Nº | Pilota              | Squadra                      | Motocicletta   | Giri | Tempo     | Griglia | Punti |
| ---- | -- | ------------------- | ---------------------------- | -------------- | ---- | --------- | ------- | ----- |
| 1º   | 39 | Luis Salom          | Red Bull KTM Ajo             | KTM RC 250 GP  | 20   | 39'53.827 | 5º      | 25    |
| 2º   | 42 | Álex Rins           | Estrella Galicia 0,0         | KTM RC 250 GP  | 20   | +0.099    | 3º      | 20    |
| 3º   | 25 | Maverick Viñales    | Team Calvo                   | KTM RC 250 GP  | 20   | +0.303    | 2º      | 16    |
| 4º   | 44 | Miguel Oliveira     | Mahindra Racing              | Mahindra MGP3O | 20   | +0.757    | 6º      | 13    |
| 5º   | 12 | Álex Márquez        | Estrella Galicia 0,0         | KTM RC 250 GP  | 20   | +0.819    | 10º     | 11    |
| 6º   | 94 | Jonas Folger        | Mapfre Aspar                 | Kalex KTM      | 20   | +1.433    | 1º      | 10    |
| 7º   | 23 | Niccolò Antonelli   | Go&Fun Gresini               | FTR M313       | 20   | +16.464   | 7º      | 9     |
| 8º   | 31 | Niklas Ajo          | Avant Tecno                  | KTM RC 250 GP  | 20   | +18.627   | 23º     | 8     |
| 9º   | 57 | Eric Granado        | Mapfre Aspar                 | Kalex KTM      | 20   | +18.957   | 15º     | 7     |
| 10º  | 8  | Jack Miller         | Caretta Technology - RTG     | FTR M313       | 20   | +19.026   | 4º      | 6     |
| 11º  | 63 | Zulfahmi Khairuddin | Red Bull KTM Ajo             | KTM RC 250 GP  | 20   | +19.147   | 18º     | 5     |
| 12º  | 10 | Alexis Masbou       | Ongetta-Rivacold             | FTR M313       | 20   | +19.154   | 16º     | 4     |
| 13º  | 32 | Isaac Viñales       | Ongetta-Centro Seta          | FTR M313       | 20   | +20.813   | 13º     | 3     |
| 14º  | 41 | Brad Binder         | Ambrogio Racing              | Suter MMX3     | 20   | +21.241   | 11º     | 2     |
| 15º  | 53 | Jasper Iwema        | RW Racing GP                 | Kalex KTM      | 20   | +28.582   | 19º     | 1     |
| 16º  | 17 | John McPhee         | Caretta Technology - RTG     | FTR M313       | 20   | +28.583   | 14º     |       |
| 17º  | 99 | Danny Webb          | Ambrogio Racing              | Suter MMX3     | 20   | +28.671   | 9º      |       |
| 18º  | 61 | Arthur Sissis       | Red Bull KTM Ajo             | KTM RC 250 GP  | 20   | +29.214   | 25º     |       |
| 19º  | 65 | Philipp Öttl        | Tec Interwetten Moto3 Racing | Kalex KTM      | 20   | +30.401   | 24º     |       |
| 20º  | 89 | Alan Techer         | CIP Moto3                    | TSR3C          | 20   | +30.614   | 12º     |       |
| 21º  | 9  | Toni Finsterbusch   | Kiefer Racing                | Kalex KTM      | 20   | +30.657   | 33º     |       |
| 22º  | 55 | Andrea Locatelli    | Mahindra Racing              | Mahindra MGP3O | 20   | +30.658   | 21º     |       |
| 23º  | 77 | Lorenzo Baldassarri | Go&Fun Gresini               | FTR M313       | 20   | +30.679   | 27º     |       |
| 24º  | 4  | Francesco Bagnaia   | San Carlo Team Italia        | FTR M313       | 20   | +30.798   | 31º     |       |
| 25º  | 11 | Livio Loi           | Marc VDS Racing              | Kalex KTM      | 20   | +42.025   | 30º     |       |
| 26ª  | 22 | Ana Carrasco        | Team Calvo                   | KTM RC 250 GP  | 20   | +53.508   | 32ª     |       |
| 27º  | 29 | Hyuga Watanabe      | La Fonte Tascaracing         | FTR M313       | 20   | +53.586   | 29º     |       |
| 28º  | 93 | Michael Coletti     | Minimoto Portomaggiore       | Honda NSF250R  | 20   | +1:00.848 | 28º     |       |

### Ritirati
| Nº | Pilota             | Squadra               | Motocicletta | Giri | Griglia |
| -- | ------------------ | --------------------- | ------------ | ---- | ------- |
| 3  | Matteo Ferrari     | Ongetta-Centro Seta   | FTR M313     | 19   | 22º     |
| 84 | Jakub Kornfeil     | Redox RW Racing GP    | Kalex KTM    | 19   | 8º      |
| 5  | Romano Fenati      | San Carlo Team Italia | FTR M313     | 17   | 20º     |
| 58 | Juanfran Guevara   | CIP Moto3             | TSR3C        | 3    | 26º     |
| 19 | Alessandro Tonucci | La Fonte Tascaracing  | FTR M313     | 2    | 17º     |

### Non partito
| Nº | Pilota        | Squadra         | Motocicletta   |
| -- | ------------- | --------------- | -------------- |
| 7  | Efrén Vázquez | Mahindra Racing | Mahindra MGP3O |